# Gullaskrufs glasbruk

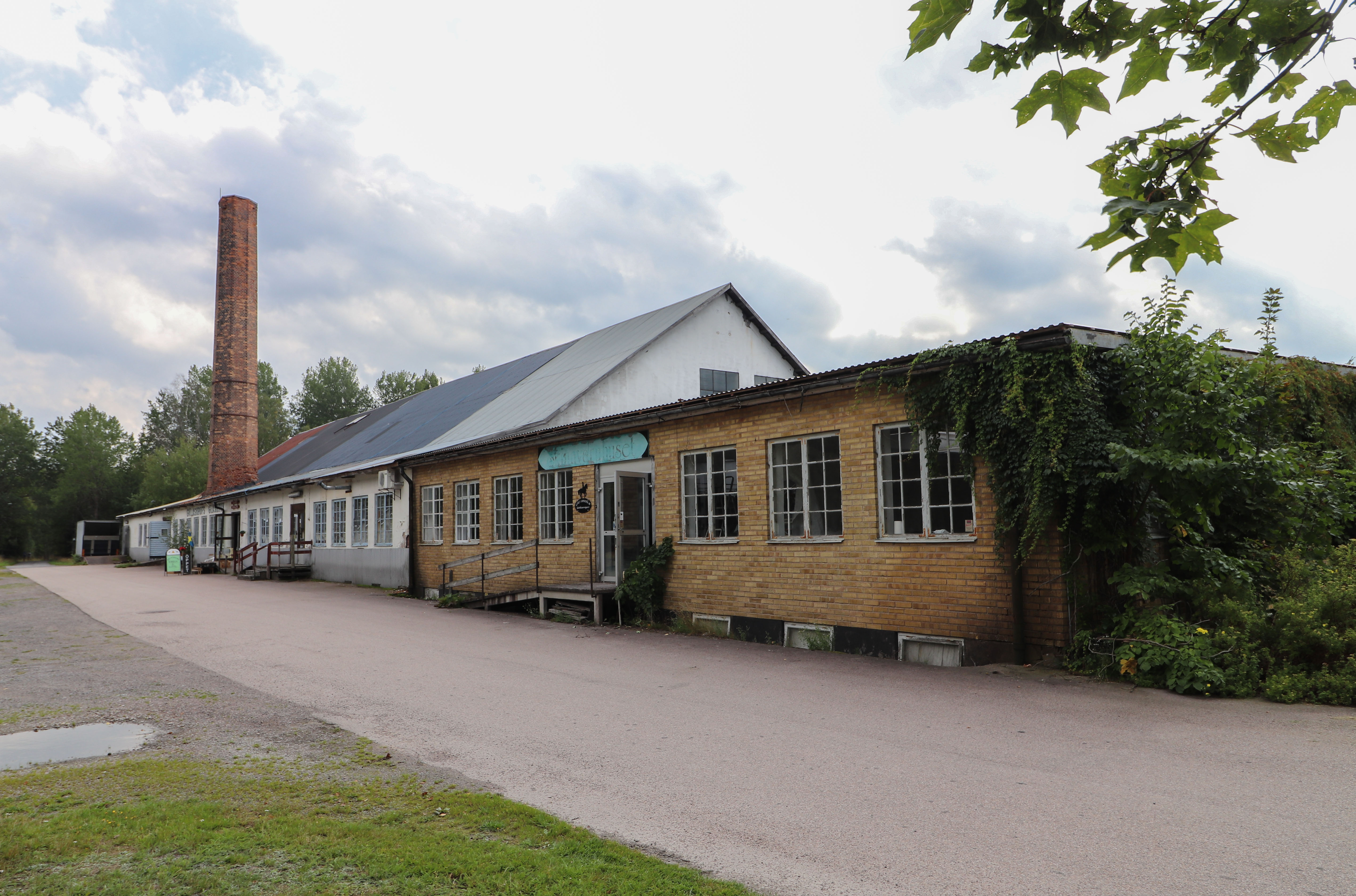
Gullaskrufs glasbruk

Gullaskrufs glasbruk var ett svenskt glasbruk i Gullaskruv, Hälleberga socken, Nybro kommun Småland.

## Historia

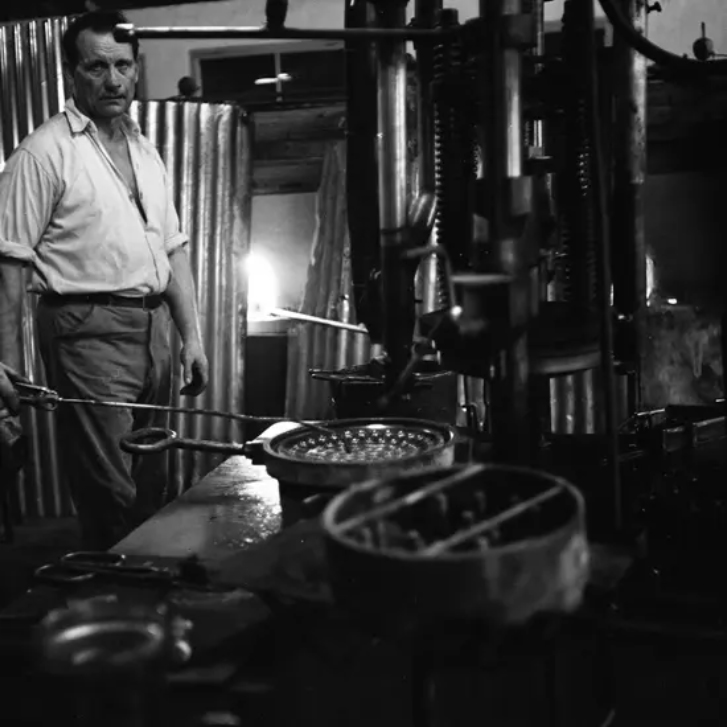
Tillverkning av pressglas Stellaria av formgivaren Kjell Blomberg ca 1968-70

Gullaskruf glasbruk anlades 1895 som fönsterglasbruk, omkring fem–sex kilometer från byn och säteriet med samma namn. På säteriet var grundaren greve Axel Emil Lewenhaupt bosatt. Fönsterglasbruket nedlades 1921, varefter ingenjören William Stenberg från Lindås i Vissefjärda socken köpte upp bruket och döpte om det till Gullaskrufs Glasbruk, för omläggning till produktion av hushålls- och prydnadsglas. Köpekontraktet undertecknades på hösten 1926 av källarmästare Carl E Johansson och William Stenberg. Den 23 mars 1927 började det första arbetet i glasbruket. 
Varje dag tillverkades 5 000-6 000 glas på Gullaskrufs Glasbruk, vilket årligen gjorde inemot 2 miljoner pjäser. En del av dessa var ytterligt små, de minsta utgjordes av flottörer till en teknisk apparat och vägde endast 1/5 gram/st, och Gullaskrufs glasbruk var en gång den största producenten av pressglas. 
Första gången en större publik kom i kontakt med Gullaskrufsglaset var på Stockholmsutställningen 1930.
Omkring 1930 kom Gullaskruf i kontakt med den utländska marknaden. Då utgjorde exporten inemot 45 % av omsättningen på Gullaskruf. Förutom till USA och Storbritannien exporterades glas till Norge, Danmark, Schweiz, Kanada, Sydamerika, Australien och Sydafrika.
Före 1940 hade Sverige en stor import av tekniskt glas, bland annat till bilindustrin. Denna tillverkning låg emellertid väl till för Gullaskruf, som behärskade pressningens problem, och bilglasen - till exempel strålkastarglas till Volvo - följdes av tandläkarglas, detaljer till spinneri- och mejerimaskiner och annat som behövdes för svensk industri och näringsliv.
Gullaskrufs glasbruk gjorde många beställningsarbeten, bland annat till restauranger, Sveriges Radio och Svenskt Tenn.
Fredagen den september 1983 lades Gullaskrufs glasbruk ner med 55 anställda av Orrefors.

## Namnet, etymologi
Ortsnamnet Gullaskruv är belagt från 1539: "Gullaskrvff" avseende byn. Det är sammansatt av mansnamnet Gulle och efterledet 'skruv', som dialektalt klan betyda 'strut', men som här har kopplats till någonslags smältugn i medeltidens järnhantering.

## Konstnärer/formgivare knutna till glasbruket

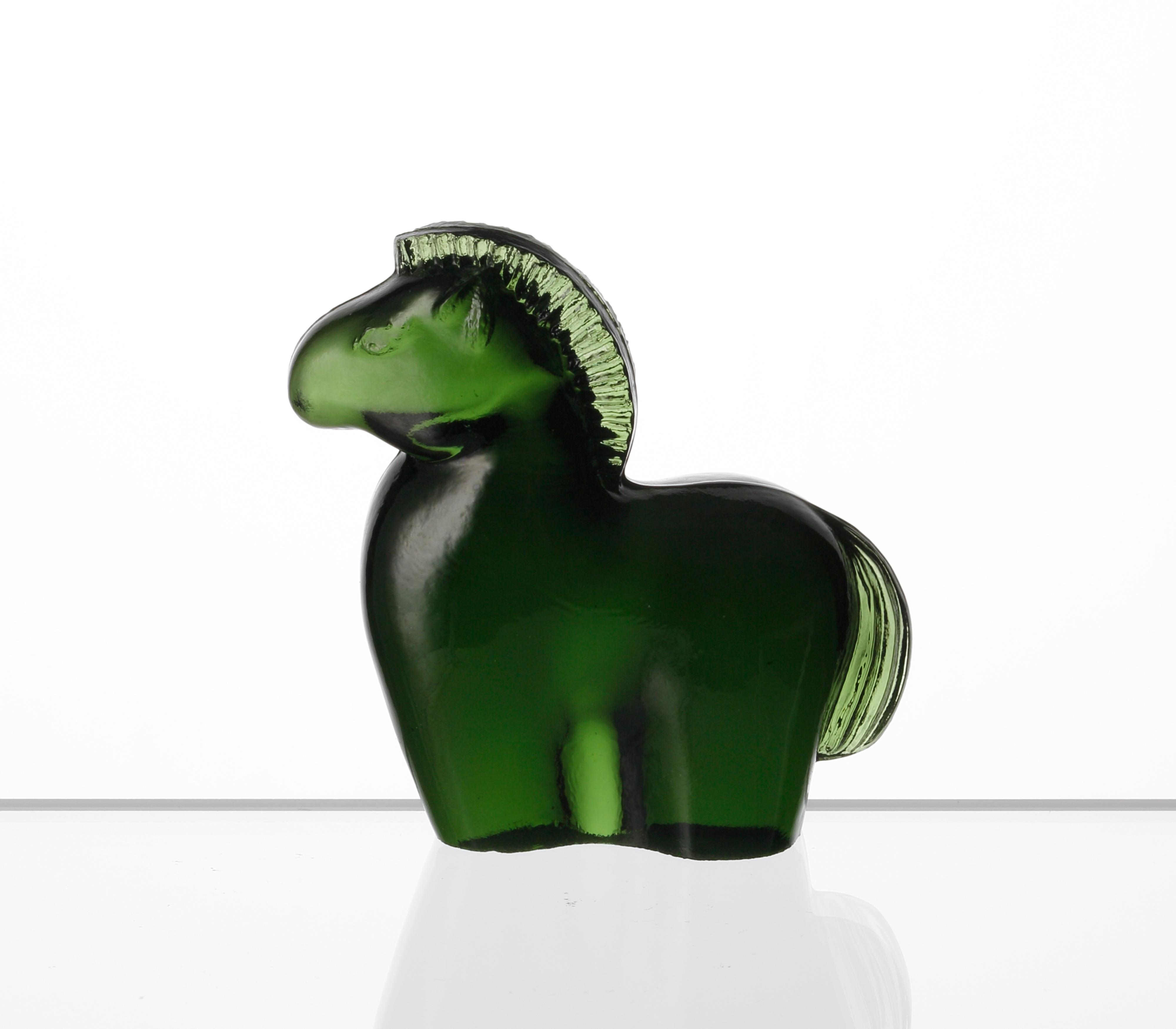
Grön glashäst formgiven av Kjell Blomberg 1955

- William Stenberg, verksam vid Gullaskrufs glasbruk 1927-1961
- Hugo Gehlin, verksam vid Gullaskrufs glasbruk 1930-1953
- Arthur Percy, verksam vid Gullaskrufs glasbruk 1951-1970
- Kjell Blomberg, verksam vid Gullaskruf 1954-1977
- Lennart Andersson, verksam vid Gullaskrufs glasbruk 1950-1983, från 1961 som vd.
- Marianne Stenberg-Andersson (1918- )
- Catharina Åsélius-Lidbeck, verksam vid Gullaskrufs glasbruk 1966-1967.
- Stefan Footh
- Werner Isaksson (1907-1981)
- Annette Sviberg-Krahner, verksam under Royal Krona-tiden;Gullaskruf-,Skruf-,Åseda-, Björkshult- och Målerås glasbruk ingick i fusionen som varade mellan 1975 och 1977